# Woodhull (Illinois)
Woodhull – wieś w Stanach Zjednoczonych, w stanie Illinois, w hrabstwie Henry.